# Ikwo
L'ikwo és una variant dialectal de la llengua izi-ezaa-ikwo-mgbo que es parla al sud-est de Nigèria a la LGAa d'Ikwo, a l'estat d'Ebonyi; i a les LGAs d'Obubura i d'Abi, a l'estat de Cross River. L'ikwo és parlat pels ikwos.
L'ikwo és molt semblant a l'igbo i és considerada una llengua igbo.

## Ús
L'ikwo és una llengua desenvolupada (5); està estandarditzada i gaudeix d'un ús vigorós a totes les edats i generacions. S'ensenya en l'educació primària, el 2005 s'hi va traduir la Bíblia i s'escriu en alfabet llatí.

## Religió
El 98% dels 394.000 ikwos són cristians; d'aquests, el 80% són catòlics i el 20% segueixen esglésies cristianes independents. El 2% dels ikwos restants creuen en religions tradicionals africanes.